# Јован Маркуш
Јован Б. Маркуш (Цетиње, 20. јануар 1949) српски је политичар, публициста, новинар и историчар из Црне Горе.

## Биографија
Маркуш је обављао функцију градоначелника Цетиња од 1984. до 1990. године. Био је дугогодишњи члан и функционер Народне странке, а привремено је обављао и функцију вршиоца дужности страначког предсједника (2016).
Из Народног музеја Црне Горе је на различите начине током ХХ вијека отуђен и украден велики број вриједних предмета. Ово питање је истраживала комисија на челу са Јованом Маркушом и остварила је дјелимичан успјех.
На скупштинским изборима који су одржани 2012. године, Јован Маркуш је као представник Народне странке био носилац коалиционе изборне листе под називм: Српска слога.
Објавио је велики број књига и публикација на тему Црне Горе и историје Срба у Црној Гори. У фокусу његовом историографског и публицистичког рада јесте Српска православна црква и српски идентитет кроз историју Црне Горе и процесима који су довели до дјелимичног расрбљавања на простору данашње Црне Горе. У Бијелој књизи сабрао је документа и доказе који указује на бројне малверзације везане за Референдум о независности Црне Горе 2006.
Организовао је неколико изложби на тему историје народа Црне Горе.

## Одабрана дjела
- Маркуш, Јован Б. (2001). Повратак краља Николе I у отаџбину: Путовање дуго 73 године. Београд: Ц-принт.
- Маркуш, Јован Б. (2004). Родослови српских династија из Зете и Црне Горе. Цетиње: Светигора.
- Маркуш, Јован Б. (2005). Народна странка у Књажевини и Краљевини Црној Гори 1906-1918: Прилог почецима парламентаризма у Црној Гори (1. изд.). Цетиње-Подгорица: Народна мисао.
  - Маркуш, Јован Б. (2006) [2005]. Народна странка у Књажевини и Краљевини Црној Гори 1906-1918: Прилог почецима парламентаризма у Црној Гори (2. изд.). Цетиње-Подгорица: Народна мисао.
- Маркуш, Јован Б. (2006). „Каталог-диптих епископа и митрополита зетских, црногорских и приморских од 1219. до 2006.”. Православље у Црној Гори. Цетиње: Светигора. стр. 39—86.
- Маркуш, Јован Б., ур. (2007). Бијела књига: Референдум у Црној Гори 2006: Зборник докумената. Подгорица: Народна мисао.
- Маркуш, Јован Б. (2007). Грбови, заставе и химне у историји Црне Горе. Цетиње: Светигора.
- Маркуш, Јован Б., ур. (2008). Тако је говорио Будимир Дубак: Политички есеји, бесједе, пјесме. Подгорица: Народна мисао.
- Маркуш, Јован Б., ур. (2008). Тако је говорио Драган Шоћ: Политички есеји, расправе, интервјуи. Подгорица: Народна мисао.
- Маркуш, Јован Б., ур. (2008). Тако је говорио Предраг Поповић: Политички есеји, интервјуи, бесједе, полемике. Подгорица: Народна мисао.
- Маркуш, Јован Б. (2010). Краљевина Црна Гора: Споменица јубилеја 1910. Подгорица: Народна мисао.
- Маркуш, Јован Б. (2010). Обнова и градња манастира и храмова у Црној Гори: Љетопис обнове, санације, реконструкције и изградње у Митрополији црногорско-приморској: 1990-2010. Цетиње: Митрополија црногорско-приморска.
- Маркуш, Јован Б., ур. (2011). Црногорски идентитет: Зборник докумената о језику, народу и вјери. Подгорица: Народна мисао.
- Маркуш, Јован Б. (2019). Црна Гора: Народ, језик, црква: Кроз историјска документа. Подгорица: Матица српска - Друштво чланова у Црној Гори.
- Маркуш, Јован Б., ур. (2020). Српски манастири Митрополије црногорско-приморске. Београд: Штампар Макарије.
- Маркуш, Јован Б. (2021). Црна Гора кроз историјска документа: Народ, језик, црква, држава. Подгорица: Матица српска - Друштво чланова у Црној Гори.